# Islandia en el Festival de la Canción de Eurovisión 2005
Islandia participó en el Festival de la Canción de Eurovisión 2005 con la canción "If I Had Your Love", interpretada por Selma, compuesta por Þorvaldur Bjarni Þorvaldsson y Vignir Snær Vigfússon, y escrita por Linda Thompson. La representante islandesa fue escogida de forma interna por la RÚV. Islandia obtuvo el 16.º puesto en la semifinal del 19 de mayo de 2005.

## Antecedentes
Antes de la edición de 2005, contando desde su debut en 1986, Islandia había participado en el Festival de la Canción de Eurovisión diecisiete veces. La mejor posición de Islandia en el concurso, hasta este punto, fue el 2.º puesto en 1999, con la canción "All Out of Luck" interpretada por Selma. En 2004 fue introducida una semifinal al formato del Festival; pero, por el resultado alcanzado en 2003, Islandia obtuvo una de las plazas de clasificación automática para la final. En 2004, Islandia fue representada por Jónsi con la canción "Heaven", obteniendo el 19.º puesto en la final.
La radioemisora nacional islandesa, Ríkisútvarpið (RÚV), transmite el evento dentro de Islandia y organiza el proceso de selección del representante del país. Para esto último, ha utilizado tanto elecciones internas como la realización de una final nacional. En 2004 Islandia utilizó la elección interna.

## Antes de Eurovisión
El 27 de julio de 2004 se informó que la RÚV planeaba la realización de una final nacional para determinar al representante del país; dándose la noticia, el 11 de noviembre de 2004, que esta tendría lugar el 19 de febrero de 2005. Sin embargo, el 17 de diciembre de 2004 fue anunciada la realización de una elección interna.

### Elección interna
El 08 de febrero de 2005 la RÚV confirmó la elección de Selma Björnsdóttir como la representante de Islandia en el Festival de la Canción de Eurovisión 2005. Esta sería la segunda vez que Selma se presentaría en Eurovisión, pues ya representó a Islandia en 1999, en Jerusalén, donde obtuvo el 2.º puesto con la canción "All Out of Luck".

### Lanzamiento de la canción
El 03 de marzo de 2005 fue revelado el nombre de la canción, "If I Had Your Love". El 14 de marzo de 2005 fue publicada la letra en el sitio oficial del Festival, eurovision.tv. Finalmente, el 19 de marzo de 2005 se presentan la canción y el videoclip en el Laugardagskvöldi með Gísla Marteini (Programa de Sábado por la Noche con Gísli Marteinn).

## En Eurovisión
De acuerdo con las reglas de Eurovisión, con la excepción del Big Four (Alemania, España, Francia y el Reino Unido) y los países, distintos a estos últimos, que hayan obtenido las diez mejores posiciones en el Festival del año anterior, todos los países debían competir en la semifinal. En esta, los diez mejor posicionados conseguían su pase a la final. Islandia, debido al 19.º puesto obtenido en la final del Festival de la Canción de Eurovisión 2004, tuvo que competir en la semifinal del 2005. El 22 de marzo de 2005 fueron realizados los sorteos del orden de presentación de las canciones participantes, tanto de la semifinal como de la final. Esto determinó que Islandia debía presentarse en 10.º lugar, después de Países Bajos y antes de Bélgica, en la semifinal del 19 de mayo de 2005.

### Presentación y Resultados
A Selma la acompañaron cuatro bailarinas y una corista, Regína Ósk. En la semifinal, la canción obtuvo el 16.º puesto con 52 puntos, no logrando clasificar a la final del Festival.
El comentarista de la transmisión del Festival por la Sjónvarpið, tanto de la semifinal como de la final, fue Gísli Marteinn Baldursson. En la final, el 21 de mayo de 2005, el orden de votación de cada país fue determinado por el de presentación de las canciones: primero los países eliminados en la semifinal, luego los finalistas. Islandia fue el 7.º país en entregar sus votos. La portavoz de los votos del público islandés fue Ragnhildur Steinunn Jónsdóttir.

### Puntos otorgados a Islandia
| Semifinal | Semifinal              | Semifinal     | Semifinal          | Semifinal |
| 12 puntos | 10 puntos              | 8 puntos      | 7 puntos           | 6 puntos  |
| --------- | ---------------------- | ------------- | ------------------ | --------- |
|           | - Dinamarca - Moldavia | - Noruega     | - Suecia           | - Andorra |
| 5 puntos  | 4 puntos               | 3 puntos      | 2 puntos           | 1 punto   |
|           | - Israel               | - Reino Unido | - Francia - España |           |

### Puntos otorgados por Islandia
| Semifinal | Semifinal |
| --------- | --------- |
| 12 puntos | Noruega   |
| 10 puntos | Dinamarca |
| 8 puntos  | Moldavia  |
| 7 puntos  | Hungría   |
| 6 puntos  | Suiza     |
| 5 puntos  | Rumania   |
| 4 puntos  | Croacia   |
| 3 puntos  | Polonia   |
| 2 puntos  | Letonia   |
| 1 punto   | Eslovenia |

| Final     | Final     |
| --------- | --------- |
| 12 puntos | Noruega   |
| 10 puntos | Dinamarca |
| 8 puntos  | Moldavia  |
| 7 puntos  | Suiza     |
| 6 puntos  | Hungría   |
| 5 puntos  | Rumania   |
| 4 puntos  | Malta     |
| 3 puntos  | Letonia   |
| 2 puntos  | Grecia    |
| 1 punto   | Croacia   |